# Rallycross di Barcellona 2019
Il Rallycross di Barcellona 2019, ufficialmente denominato Cooper Tires RX of Catalunya, è stata la seconda prova del campionato del mondo rallycross 2019 nonché la quinta edizione del Rallycross di Barcellona. La manifestazione si è svolta il 27 e il 28 aprile sul circuito di Catalogna a Montmeló, nei pressi di Barcellona, in Catalogna. Vi si tenne inoltre la prima gara del campionato europeo rallycross 2019 valida soltanto per la categoria cadetta Super1600. 
L'evento del World RX venne vinto nella massima categoria Supercar dal pilota svedese Timmy Hansen alla guida di una Peugeot 208 WRX del Team Hansen MJP, davanti al fratello nonché compagno di squadra Kevin, e al norvegese Andreas Bakkerud, su Audi S1 della scuderia Monster Energy RX Cartel. La vittoria nel campionato cadetto RX2 è invece stata conquistata dallo svedese Oliver Eriksson sulla vettura Supercar Lites della scuderia Olsbergs MSE.
Nella classe Super1600 dell'Euro RX il successo andò invece al russo Ajdar Nuriev alla guida di una Audi A1 della scuderia Volland Racing.

## Risultati World RX

### Classifica finale
| Categoria Supercar | Categoria Supercar | Categoria Supercar   | Categoria Supercar | Categoria Supercar              | Categoria Supercar | Categoria Supercar | Categoria Supercar | Categoria Supercar | Categoria Supercar | Categoria Supercar | Categoria Supercar | Categoria Supercar |
| Pos.               | N°                 | Pilota               | Auto               | Squadra                         | Qualificazioni     | Qualificazioni     | Semifinali         | Semifinali         | Semifinali         | Finale             | Finale             | PC                 |
| Pos.               | N°                 | Pilota               | Auto               | Squadra                         | Pos.               | Punti              | SF1                | SF2                | Punti              | Pos.               | Punti              | PC                 |
| ------------------ | ------------------ | -------------------- | ------------------ | ------------------------------- | ------------------ | ------------------ | ------------------ | ------------------ | ------------------ | ------------------ | ------------------ | ------------------ |
| 1                  | 21                 | Timmy Hansen         | Peugeot 208 WRX    | Team Hansen MJP                 | 1º                 | 16                 | 1º                 | –                  | 6                  | 1º                 | 8                  | 30                 |
| 2                  | 71                 | Kevin Hansen         | Peugeot 208 WRX    | Team Hansen MJP                 | 2º                 | 15                 | –                  | 1º                 | 6                  | 2º                 | 5                  | 26                 |
| 3                  | 13                 | Andreas Bakkerud     | Audi S1            | Monster Energy RX Cartel        | 4º                 | 13                 | –                  | 2º                 | 5                  | 3º                 | 4                  | 22                 |
| 4                  | 68                 | Niclas Grönholm      | Hyundai i20        | GRX Taneco                      | 3º                 | 14                 | 2º                 | –                  | 5                  | 4º                 | 3                  | 22                 |
| 5                  | 113                | Cyril Raymond        | GCK Clio R.S. RX   | GCK Academy                     | 7º                 | 10                 | 3º                 | –                  | 4                  | 5º                 | 2                  | 16                 |
| 6                  | 6                  | Jānis Baumanis       | Ford Fiesta ST MK7 | Team STARD                      | 6º                 | 11                 | –                  | 3º                 | 4                  | 6º                 | 1                  | 16                 |
| 7                  | 7                  | Timur Timerzjanov    | Hyundai i20        | GRX Taneco                      | 5º                 | 12                 | 4º                 | –                  | 3                  | nq                 | nq                 | 14                 |
| 8                  | 123                | Krisztián Szabó      | Audi S1            | EKS Sport                       | 8º                 | 9                  | –                  | 6º                 | 1                  | nq                 | nq                 | 10                 |
| 9                  | 36                 | Guerlain Chicherit   | GCK Mégane R.S. RX | GC Kompetition                  | 9º                 | 8                  | 5º                 | –                  | 2                  | nq                 | nq                 | 10                 |
| 10                 | 33                 | Liam Doran           | Audi S1            | Monster Energy RX Cartel        | 10º                | 7                  | –                  | 4º                 | 3                  | nq                 | nq                 | 10                 |
| 11                 | 96                 | Guillame De Ridder   | GCK Clio R.S. RX   | GCK Academy                     | 11º                | 6                  | 6º                 | –                  | 1                  | nq                 | nq                 | 7                  |
| 12                 | 44                 | Timo Scheider        | SEAT Ibiza         | ALL-INKL.COM Münnich Motorsport | 12º                | 5                  | –                  | 5º                 | 2                  | nq                 | nq                 | 7                  |
| 13                 | 14                 | Rokas Baciuška       | Škoda Fabia        | ESmotorsport - Labas GAS        | 13º                | 4                  | nq                 | nq                 | nq                 | nq                 | nq                 | 5                  |
| 14                 | 92                 | Anton Marklund       | GCK Mégane R.S. RX | GC Kompetition                  | 14º                | 3                  | nq                 | nq                 | nq                 | nq                 | nq                 | 3                  |
| 15                 | 41                 | Christopher Hoy      | Ford Fiesta ST MK6 | Christopher Hoy                 | 15º                | 2                  | nq                 | nq                 | nq                 | nq                 | nq                 | 2                  |
| 16                 | 3                  | Jani Paasonen        | Ford Fiesta ST MK6 | Team STARD                      | 16º                | 1                  | nq                 | nq                 | nq                 | nq                 | nq                 | 1                  |
| 17                 | 42                 | Oliver Bennett       | Mini Cooper S      | Oliver Bennett                  | 17º                | 0                  | nq                 | nq                 | nq                 | nq                 | nq                 | 0                  |
| 18                 | 73                 | Tamás Kárai          | Audi A1            | Kárai Motorsport Sportegyesület | 18º                | 0                  | nq                 | nq                 | nq                 | nq                 | nq                 | 0                  |
| 19                 | 84                 | Hervé Knapick        | Citroën DS3        | "Knapick"                       | 19º                | 0                  | nq                 | nq                 | nq                 | nq                 | nq                 | 0                  |
|                    |                    |                      |                    |                                 |                    |                    |                    |                    |                    |                    |                    |                    |
| Categoria RX2      |                    |                      |                    |                                 |                    |                    |                    |                    |                    |                    |                    |                    |
| Pos.               | N°                 | Pilota               | Auto               | Squadra                         | Qualificazioni     | Qualificazioni     | Semifinali         | Semifinali         | Semifinali         | Finale             | Finale             | PC                 |
| Pos.               | N°                 | Pilota               | Auto               | Squadra                         | Pos.               | Punti              | SF1                | SF2                | Punti              | Pos.               | Punti              | PC                 |
| 1                  | 16                 | Oliver Eriksson      | Supercar Lites     | Olsbergs MSE                    | 1º                 | 16                 | 1º                 | –                  | 6                  | 1º                 | 8                  | 30                 |
| 2                  | 35                 | Fraser McConnel      | Supercar Lites     | Olsbergs MSE                    | 2º                 | 15                 | –                  | 1º                 | 6                  | 2º                 | 5                  | 26                 |
| 3                  | 47                 | Jesse Kallio         | Supercar Lites     | Olsbergs MSE                    | 3º                 | 14                 | 2º                 | –                  | 5                  | 3º                 | 4                  | 23                 |
| 4                  | 22                 | Sami-Matti Trogen    | Supercar Lites     | Set Promotion                   | 5º                 | 12                 | 3º                 | –                  | 4                  | 4º                 | 3                  | 19                 |
| 5                  | 55                 | Vasilij Grjazin      | Supercar Lites     | Sports Racing Technologies      | 4º                 | 13                 | –                  | 2º                 | 5                  | 5º                 | 2                  | 20                 |
| 6                  | 21                 | Damien Meunier       | Supercar Lites     | Damien Meunier                  | 6º                 | 11                 | –                  | 3º                 | 4                  | 6º                 | 1                  | 16                 |
| 7                  | 12                 | Anders Michalak      | Supercar Lites     | Anders Michalak                 | 7º                 | 10                 | 4º                 | –                  | 3                  | nq                 | nq                 | 13                 |
| 8                  | 52                 | Simon Olofsson       | Supercar Lites     | Simon Olofsson                  | 8º                 | 9                  | –                  | 5º                 | 2                  | nq                 | nq                 | 11                 |
| 9                  | 77                 | Steven Volders       | Supercar Lites     | National Renstal Trommelke      | 10º                | 7                  | –                  | 4º                 | 3                  | nq                 | nq                 | 10                 |
| 10                 | 6                  | William Nilsson      | Supercar Lites     | JC Raceteknik                   | 9º                 | 8                  | 6º                 | –                  | 1                  | nq                 | nq                 | 9                  |
| 11                 | 90                 | Jimmie Walfridson    | Supercar Lites     | JC Raceteknik                   | 11º                | 6                  | 5º                 | –                  | 2                  | nq                 | nq                 | 8                  |
| 12                 | 66                 | Albert Llovera       | Supercar Lites     | Albert Llovera                  | 12º                | 5                  | –                  | 6º                 | 1                  | nq                 | nq                 | 6                  |
| 13                 | 2                  | Ben-Philip Gundersen | Supercar Lites     | JC Raceteknik                   | 13º                | 4                  | nq                 | nq                 | nq                 | nq                 | nq                 | 4                  |

### Qualificazioni
| Categoria Supercar | Categoria Supercar | Categoria Supercar   | Categoria Supercar | Categoria Supercar              | Categoria Supercar | Categoria Supercar | Categoria Supercar | Categoria Supercar | Categoria Supercar | Categoria Supercar |
| Pos.               | N°                 | Pilota               | Auto               | Squadra                         | Q1                 | Q2                 | Q3                 | Q4                 | PQ                 | Punti              |
| ------------------ | ------------------ | -------------------- | ------------------ | ------------------------------- | ------------------ | ------------------ | ------------------ | ------------------ | ------------------ | ------------------ |
| 1                  | 21                 | Timmy Hansen         | Peugeot 208 WRX    | Team Hansen MJP                 | 50 (1º)            | 50 (1º)            | 50 (1º)            | 50 (1º)            | 200                | 16                 |
| 2                  | 71                 | Kevin Hansen         | Peugeot 208 WRX    | Team Hansen MJP                 | 45 (2º)            | 45 (2º)            | 39 (5º)            | 40 (4º)            | 169                | 15                 |
| 3                  | 68                 | Niclas Grönholm      | Hyundai i20        | GRX Taneco                      | 38 (6º)            | 33 (11º)           | 45 (2º)            | 45 (2º)            | 161                | 14                 |
| 4                  | 13                 | Andreas Bakkerud     | Audi S1            | Monster Energy RX Cartel        | 39 (5º)            | 39 (5º)            | 40 (4º)            | 42 (3º)            | 160                | 13                 |
| 5                  | 7                  | Timur Timerzjanov    | Hyundai i20        | GRX Taneco                      | 42 (3º)            | 42 (3º)            | 34 (10º)           | 36 (8º)            | 154                | 12                 |
| 6                  | 6                  | Jānis Baumanis       | Ford Fiesta ST MK7 | Team STARD                      | 37 (7º)            | 36 (8º)            | 37 (7º)            | 38 (6º)            | 148                | 11                 |
| 7                  | 113                | Cyril Raymond        | GCK Clio R.S. RX   | GCK Academy                     | 36 (8º)            | 38 (6º)            | 31 (13º)           | 37 (7º)            | 142                | 10                 |
| 8                  | 123                | Krisztián Szabó      | Audi S1            | EKS Sport                       | 35 (9º)            | 40 (4º)            | 36 (8º)            | 30 (14º)           | 141                | 9                  |
| 9                  | 36                 | Guerlain Chicherit   | GCK Mégane R.S. RX | GC Kompetition                  | 40 (4º)            | 32 (12º)           | 35 (9º)            | 31 (13º)           | 138                | 8                  |
| 10                 | 33                 | Liam Doran           | Audi S1            | Monster Energy RX Cartel        | 30 (14º)           | 31 (13º)           | 38 (6º)            | 33 (11º)           | 136                | 7                  |
| 11                 | 96                 | Guillame De Ridder   | GCK Clio R.S. RX   | GCK Academy                     | 30 (14º)           | 29 (15º)           | 33 (11º)           | 39 (5º)            | 131                | 6                  |
| 12                 | 44                 | Timo Scheider        | SEAT Ibiza         | ALL-INKL.COM Münnich Motorsport | 33 (11º)           | 37 (7º)            | 27 (17º)           | 34 (10º)           | 131                | 5                  |
| 13                 | 14                 | Rokas Baciuška       | Škoda Fabia        | ESmotorsport - Labas GAS        | 32 (12º)           | 35 (9º)            | 32 (12º)           | 32 (12º)           | 131                | 4                  |
| 14                 | 92                 | Anton Marklund       | GCK Mégane R.S. RX | GC Kompetition                  | 0 (19º - DNS)      | 34 (10º)           | 42 (3º)            | 35 (9º)            | 111                | 3                  |
| 15                 | 41                 | Christopher Hoy      | Ford Fiesta ST MK6 | Christopher Hoy                 | 28 (16º)           | 27 (17º)           | 28 (16º)           | 28 (16º)           | 111                | 2                  |
| 16                 | 3                  | Jani Paasonen        | Ford Fiesta ST MK6 | Team STARD                      | 29 (15º)           | 26 (18º)           | 29 (15º)           | 24 (17º - DNF)     | 108                | 1                  |
| 17                 | 42                 | Oliver Bennett       | Mini Cooper S      | Oliver Bennett                  | 24 (17º - DNF)     | 28 (16º)           | 24 (18º - DNF)     | 29 (15º)           | 105                | 0                  |
| 18                 | 73                 | Tamás Kárai          | Audi A1            | Kárai Motorsport Sportegyesület | 31 (13º)           | 30 (14º)           | 30 (14º)           | 0 (19º - DSQ)      | 91                 | 0                  |
| NC                 | 84                 | Hervé Knapick        | Citroën DS3        | "Knapick"                       | 24 (18º - DNF)     | 0 (19º - DNS)      | 0 (19º - DNS)      | 0 (18º - DNS)      | 24                 | 0                  |
|                    |                    |                      |                    |                                 |                    |                    |                    |                    |                    |                    |
| Categoria RX2      |                    |                      |                    |                                 |                    |                    |                    |                    |                    |                    |
| Pos.               | N°                 | Pilota               | Auto               | Squadra                         | Q1                 | Q2                 | Q3                 | Q4                 | PQ                 | Punti              |
| 1                  | 16                 | Oliver Eriksson      | Supercar Lites     | Olsbergs MSE                    | 50 (1º)            | 50 (1º)            | 33 (11º)           | 50 (1º)            | 183                | 16                 |
| 2                  | 35                 | Fraser McConnel      | Supercar Lites     | Olsbergs MSE                    | 32 (12º)           | 39 (5º)            | 50 (1º)            | 45 (2º)            | 166                | 15                 |
| 3                  | 47                 | Jesse Kallio         | Supercar Lites     | Olsbergs MSE                    | 45 (2º)            | 45 (2º)            | 30 (12º - DNF)     | 40 (4º)            | 160                | 14                 |
| 4                  | 55                 | Vasilij Grjazin      | Supercar Lites     | Sports Racing Technologies      | 37 (7º)            | 40 (4º)            | 42 (3º)            | 39 (5º)            | 158                | 13                 |
| 5                  | 22                 | Sami-Matti Trogen    | Supercar Lites     | Set Promotion                   | 30 (13º - DNF)     | 38 (6º)            | 45 (2º)            | 37 (7º)            | 150                | 12                 |
| 6                  | 21                 | Damien Meunier       | Supercar Lites     | Damien Meunier                  | 38 (6º)            | 36 (8º)            | 39 (5º)            | 35 (9º)            | 148                | 11                 |
| 7                  | 12                 | Anders Michalak      | Supercar Lites     | Anders Michalak                 | 40 (4º)            | 33 (11º)           | 40 (4º)            | 33 (11º)           | 146                | 10                 |
| 8                  | 52                 | Simon Olofsson       | Supercar Lites     | Simon Olofsson                  | 34 (10º)           | 37 (7º)            | 35 (9º)            | 38 (6º)            | 144                | 9                  |
| 9                  | 6                  | William Nilsson      | Supercar Lites     | JC Raceteknik                   | 39 (5º)            | 35 (9º)            | 37 (7º)            | 32 (12º)           | 143                | 8                  |
| 10                 | 77                 | Steven Volders       | Supercar Lites     | National Renstal Trommelke      | 35 (9º)            | 34 (10º)           | 36 (8º)            | 36 (8º)            | 141                | 7                  |
| 11                 | 90                 | Jimmie Walfridson    | Supercar Lites     | JC Raceteknik                   | 36 (8º)            | 32 (12º)           | 38 (6º)            | 34 (10º)           | 140                | 6                  |
| 12                 | 66                 | Albert Llovera       | Supercar Lites     | Albert Llovera                  | 33 (11º)           | 31 (13º)           | 34 (10º)           | 31 (13º)           | 129                | 5                  |
| 13                 | 2                  | Ben-Philip Gundersen | Supercar Lites     | JC Raceteknik                   | 42 (3º)            | 42 (3º)            | 0 (13º - DSQ)      | 42 (3º)            | 126                | 4                  |

Legenda:
|  | Qualificato al turno successivo |

### Semifinali
| Categoria Supercar - Semifinale 1 | Categoria Supercar - Semifinale 1 | Categoria Supercar - Semifinale 1 | Categoria Supercar - Semifinale 1 | Categoria Supercar - Semifinale 1 | Categoria Supercar - Semifinale 1 | Categoria Supercar - Semifinale 1 | Categoria Supercar - Semifinale 1 | Categoria Supercar - Semifinale 1 |
| Pos.                              | N°                                | Pilota                            | Auto                              | Squadra                           | Giri/Joker                        | Tempo                             | Distacco                          | Punti                             |
| --------------------------------- | --------------------------------- | --------------------------------- | --------------------------------- | --------------------------------- | --------------------------------- | --------------------------------- | --------------------------------- | --------------------------------- |
| 1                                 | 21                                | Timmy Hansen                      | Peugeot 208 WRX                   | Team Hansen MJP                   | 6/1                               | 4'33"348                          | –                                 | 6                                 |
| 2                                 | 68                                | Niclas Grönholm                   | Hyundai i20                       | GRX Taneco                        | 6/1                               | 4'35"486                          | +2"138                            | 5                                 |
| 3                                 | 113                               | Cyril Raymond                     | GCK Clio R.S. RX                  | GCK Academy                       | 6/1                               | 4'38"202                          | +4"854                            | 4                                 |
| 4                                 | 7                                 | Timur Timerzjanov                 | Hyundai i20                       | GRX Taneco                        | 6/1                               | 4'39"068                          | +5"720                            | 3                                 |
| 5                                 | 36                                | Guerlain Chicherit                | GCK Mégane R.S. RX                | GC Kompetition                    | 6/1                               | 4'39"348                          | +6"000                            | 2                                 |
| 6                                 | 96                                | Guillame De Ridder                | GCK Clio R.S. RX                  | GCK Academy                       | 6/1                               | 4'39"840                          | +6"492                            | 1                                 |
|                                   |                                   |                                   |                                   |                                   |                                   |                                   |                                   |                                   |
| Categoria Supercar - Semifinale 2 |                                   |                                   |                                   |                                   |                                   |                                   |                                   |                                   |
| Pos.                              | N°                                | Pilota                            | Auto                              | Squadra                           | Giri/Joker                        | Tempo                             | Distacco                          | Punti                             |
| 1                                 | 71                                | Kevin Hansen                      | Peugeot 208 WRX                   | Team Hansen MJP                   | 6/1                               | 4'33"161                          | –                                 | 6                                 |
| 2                                 | 13                                | Andreas Bakkerud                  | Audi S1                           | Monster Energy RX Cartel          | 6/1                               | 4'35"686                          | +2"525                            | 5                                 |
| 3                                 | 6                                 | Jānis Baumanis                    | Ford Fiesta ST MK7                | Team STARD                        | 6/1                               | 4'38"015                          | +4"854                            | 4                                 |
| 4                                 | 33                                | Liam Doran                        | Audi S1                           | Monster Energy RX Cartel          | 6/1                               | 4'39"155                          | +5"994                            | 3                                 |
| 5                                 | 44                                | Timo Scheider                     | SEAT Ibiza                        | ALL-INKL.COM Münnich Motorsport   | 6/1                               | 4'39"524                          | +6"363                            | 2                                 |
| 6                                 | 123                               | Krisztián Szabó                   | Audi S1                           | EKS Sport                         | 6/1                               | 4'45"966                          | +12"805                           | 1                                 |

| Categoria RX2 - Semifinale 1 | Categoria RX2 - Semifinale 1 | Categoria RX2 - Semifinale 1 | Categoria RX2 - Semifinale 1 | Categoria RX2 - Semifinale 1 | Categoria RX2 - Semifinale 1 | Categoria RX2 - Semifinale 1 | Categoria RX2 - Semifinale 1 | Categoria RX2 - Semifinale 1 | Categoria RX2 - Semifinale 1 |
| Pos.                         | N°                           | Pilota                       | Auto                         | Squadra                      | Giri/Joker                   | Tempo                        | Distacco                     | Penalità                     | Punti                        |
| ---------------------------- | ---------------------------- | ---------------------------- | ---------------------------- | ---------------------------- | ---------------------------- | ---------------------------- | ---------------------------- | ---------------------------- | ---------------------------- |
| 1                            | 16                           | Oliver Eriksson              | Supercar Lites               | Olsbergs MSE                 | 6/1                          | 4'51"035                     | –                            | –                            | 6                            |
| 2                            | 47                           | Jesse Kallio                 | Supercar Lites               | Olsbergs MSE                 | 6/1                          | 4'52"077                     | +1"042                       | –                            | 5                            |
| 3                            | 22                           | Sami-Matti Trogen            | Supercar Lites               | Set Promotion                | 6/1                          | 4'55"085                     | +4"050                       | –                            | 4                            |
| 4                            | 12                           | Anders Michalak              | Supercar Lites               | Anders Michalak              | 6/1                          | 4'58"831                     | +7"796                       | –                            | 3                            |
| 5                            | 90                           | Jimmie Walfridson            | Supercar Lites               | JC Raceteknik                | 5/1                          | 5'01"347                     | +1 giro                      | –                            | 2                            |
| 6                            | 6                            | William Nilsson              | Supercar Lites               | JC Raceteknik                | 1/1                          | 1'02"483                     | +5 giri                      | –                            | 1                            |
|                              |                              |                              |                              |                              |                              |                              |                              |                              |                              |
| Categoria RX2 - Semifinale 2 |                              |                              |                              |                              |                              |                              |                              |                              |                              |
| Pos.                         | N°                           | Pilota                       | Auto                         | Squadra                      | Giri/Joker                   | Tempo                        | Distacco                     | Penalità                     | Punti                        |
| 1                            | 35                           | Fraser McConnel              | Supercar Lites               | Olsbergs MSE                 | 6/1                          | 4'51"956                     | –                            | –                            | 6                            |
| 2                            | 55                           | Vasilij Grjazin              | Supercar Lites               | Sports Racing Technologies   | 6/1                          | 4'55"808                     | +3"852                       | –                            | 5                            |
| 3                            | 21                           | Damien Meunier               | Supercar Lites               | Damien Meunier               | 6/1                          | 5'00"186                     | +8"230                       | –                            | 4                            |
| 4                            | 77                           | Steven Volders               | Supercar Lites               | National Renstal Trommelke   | 6/1                          | 5'07"393                     | +15"437                      | –                            | 3                            |
| 5                            | 52                           | Simon Olofsson               | Supercar Lites               | Simon Olofsson               | 6/1                          | 5'08"530                     | +16"574                      | +10"000                      | 2                            |
| 6                            | 66                           | Albert Llovera               | Supercar Lites               | Albert Llovera               | 6/1                          | 5'09"514                     | +17"558                      | –                            | 1                            |

Legenda:
|  | Qualificato al turno successivo |

### Finali
| Categoria Supercar | Categoria Supercar | Categoria Supercar | Categoria Supercar | Categoria Supercar       | Categoria Supercar | Categoria Supercar | Categoria Supercar | Categoria Supercar | Categoria Supercar |
| Pos.               | N°                 | Pilota             | Auto               | Squadra                  | Giri/Joker         | Tempo              | Distacco           | Punti              |                    |
| ------------------ | ------------------ | ------------------ | ------------------ | ------------------------ | ------------------ | ------------------ | ------------------ | ------------------ | ------------------ |
| 1                  | 21                 | Timmy Hansen       | Peugeot 208 WRX    | Team Hansen MJP          | 6/1                | 4'31"584           | –                  | 8                  |                    |
| 2                  | 71                 | Kevin Hansen       | Peugeot 208 WRX    | Team Hansen MJP          | 6/1                | 4'34"367           | +2"783             | 5                  |                    |
| 3                  | 13                 | Andreas Bakkerud   | Audi S1            | Monster Energy RX Cartel | 6/1                | 4'34"982           | +3"398             | 4                  |                    |
| 4                  | 68                 | Niclas Grönholm    | Hyundai i20        | GRX Taneco               | 6/1                | 4'35"685           | +4"101             | 3                  |                    |
| 5                  | 113                | Cyril Raymond      | GCK Clio R.S. RX   | GCK Academy              | 6/1                | 4'38"196           | +6"612             | 2                  |                    |
| 6                  | 6                  | Jānis Baumanis     | Ford Fiesta ST MK7 | Team STARD               | 6/1                | 4'39"095           | +7"511             | 1                  |                    |

- Giro più veloce: 42"853 ( Timmy Hansen);
- Miglior tempo di reazione: 0"414 ( Jānis Baumanis);
- Miglior giro Joker: 46"347 ( Niclas Grönholm).

| Categoria RX2 | Categoria RX2 | Categoria RX2     | Categoria RX2  | Categoria RX2              | Categoria RX2 | Categoria RX2 | Categoria RX2 | Categoria RX2 | Categoria RX2 |
| Pos.          | N°            | Pilota            | Auto           | Squadra                    | Giri/Joker    | Tempo         | Distacco      | Punti         |               |
| ------------- | ------------- | ----------------- | -------------- | -------------------------- | ------------- | ------------- | ------------- | ------------- | ------------- |
| 1             | 16            | Oliver Eriksson   | Supercar Lites | Olsbergs MSE               | 6/1           | 4'51"495      | –             | 8             |               |
| 2             | 35            | Fraser McConnel   | Supercar Lites | Olsbergs MSE               | 6/1           | 4'54"535      | +3"040        | 5             |               |
| 3             | 47            | Jesse Kallio      | Supercar Lites | Olsbergs MSE               | 6/1           | 4'54"892      | +3"397        | 4             |               |
| 4             | 22            | Sami-Matti Trogen | Supercar Lites | Set Promotion              | 6/1           | 4'55"550      | +4"055        | 3             |               |
| 5             | 55            | Vasilij Grjazin   | Supercar Lites | Sports Racing Technologies | 6/1           | 4'56"619      | +5"124        | 2             |               |
| 6             | 21            | Damien Meunier    | Supercar Lites | Damien Meunier             | 6/1           | 4'57"989      | +6"494        | 1             |               |

- Giro più veloce: 46"150 ( Oliver Eriksson);
- Miglior tempo di reazione: 0"467 ( Oliver Eriksson);
- Miglior giro Joker: 49"855 ( Oliver Eriksson).

## Risultati Euro RX

### Classifica finale Super1600
| Categoria Super1600 | Categoria Super1600 | Categoria Super1600  | Categoria Super1600 | Categoria Super1600       | Categoria Super1600 | Categoria Super1600 | Categoria Super1600 | Categoria Super1600 | Categoria Super1600 | Categoria Super1600 | Categoria Super1600 | Categoria Super1600 |
| Pos.                | N°                  | Pilota               | Auto                | Squadra                   | Qualificazioni      | Qualificazioni      | Semifinali          | Semifinali          | Semifinali          | Finale              | Finale              | PC                  |
| Pos.                | N°                  | Pilota               | Auto                | Squadra                   | Pos.                | Punti               | SF1                 | SF2                 | Punti               | Pos.                | Punti               | PC                  |
| ------------------- | ------------------- | -------------------- | ------------------- | ------------------------- | ------------------- | ------------------- | ------------------- | ------------------- | ------------------- | ------------------- | ------------------- | ------------------- |
| 1                   | 48                  | Ajdar Nuriev         | Audi A1             | Volland Racing KFT        | 1º                  | 16                  | 1º                  | –                   | 6                   | 1º                  | 8                   | 30                  |
| 2                   | 39                  | Artur Egorov         | Audi A1             | Volland Racing KFT        | 2º                  | 15                  | –                   | 1º                  | 6                   | 2º                  | 5                   | 26                  |
| 3                   | 15                  | Gergely Márton       | Audi A1             | Volland Racing KFT        | 4º                  | 13                  | –                   | 2º                  | 5                   | 3º                  | 4                   | 22                  |
| 4                   | 89                  | Timur Šigabutdinov   | Audi A1             | Volland Racing KFT        | 6º                  | 11                  | –                   | 3º                  | 4                   | 4º                  | 3                   | 18                  |
| 5                   | 95                  | Yuri Belevskiy       | Audi A1             | Volland Racing KFT        | 11º                 | 6                   | 2º                  | –                   | 5                   | 5º                  | 2                   | 13                  |
| 6                   | 10                  | Janno Ligur          | Škoda Fabia         | Ligur Racing              | 7º                  | 10                  | 3º                  | –                   | 4                   | 6º                  | 0                   | 14                  |
| 7                   | 75                  | Maximilien Eveno     | Citroën C2          | Maximilien Eveno          | 3º                  | 14                  | 4º                  | –                   | 3                   | nq                  | nq                  | 17                  |
| 8                   | 19                  | Egor Sanin           | Renault Twingo      | AG Team                   | 5º                  | 12                  | 6º                  | –                   | 1                   | nq                  | nq                  | 13                  |
| 9                   | 7                   | Marat Knjazev        | Škoda Fabia         | AG Team                   | 8º                  | 9                   | –                   | 4º                  | 3                   | nq                  | nq                  | 12                  |
| 10                  | 18                  | Zsolt Szíjj Jolly    | Škoda Fabia         | Speedy Motorsport         | 9º                  | 8                   | 5º                  | –                   | 2                   | nq                  | nq                  | 10                  |
| 11                  | 88                  | Ole-Henry Steinsholt | Škoda Fabia         | Ole-Henry Steinsholt      | 10º                 | 7                   | –                   | 6º                  | 1                   | nq                  | nq                  | 8                   |
| 12                  | 16                  | Josef Šusta          | Škoda Fabia         | ACCR Czech Team           | 12º                 | 5                   | –                   | 5º                  | 2                   | nq                  | nq                  | 7                   |
| 13                  | 51                  | Marius Bermingrud    | Škoda Fabia         | Marius Bermingrud         | 13º                 | 4                   | nq                  | nq                  | nq                  | nq                  | nq                  | 4                   |
| 14                  | 57                  | Jakub Wyszyński      | Volkswagen Polo     | Jakub Wyszyński           | 14º                 | 3                   | nq                  | nq                  | nq                  | nq                  | nq                  | 3                   |
| 15                  | 136                 | Tomáš Krejcík        | Škoda Citigo        | PAJR s.r.o                | 15º                 | 2                   | nq                  | nq                  | nq                  | nq                  | nq                  | 2                   |
| 16                  | 133                 | Jack Thorne          | Renault Twingo      | Jack Thorne               | 16º                 | 1                   | nq                  | nq                  | nq                  | nq                  | nq                  | 1                   |
| 17                  | 3                   | Pavel Vimmer         | Škoda Fabia         | Diana Czech National Team | 17º                 | 0                   | nq                  | nq                  | nq                  | nq                  | nq                  | 0                   |
| 18                  | 20                  | Siim Saluri          | Renault Twingo      | RS Racing Team            | 18º                 | 0                   | nq                  | nq                  | nq                  | nq                  | nq                  | 0                   |
| 19                  | 85                  | Guro Majormoen       | Citroën C2          | Guro Majormoen            | 19º                 | 0                   | nq                  | nq                  | nq                  | nq                  | nq                  | 0                   |
| 20                  | 128                 | Jérémy Lambec        | Citroën C2          | Jérémy Lambec             | 20º                 | 0                   | nq                  | nq                  | nq                  | nq                  | nq                  | 0                   |
| 21                  | 96                  | Marcel Suchý         | Peugeot 207         | Jihočeský Autoklub v AČR  | 21º                 | 0                   | nq                  | nq                  | nq                  | nq                  | nq                  | 0                   |
| 22                  | 37                  | Jimmy Terpereau      | Škoda Fabia         | Jimmy Terpereau           | 22º                 | 0                   | nq                  | nq                  | nq                  | nq                  | nq                  | 0                   |
| 23                  | 50                  | Marcel Snoeijers     | Renault Mégane      | Marcel Snoeijers          | 23º                 | 0                   | nq                  | nq                  | nq                  | nq                  | nq                  | 0                   |

### Finale
| Categoria Super1600 | Categoria Super1600 | Categoria Super1600 | Categoria Super1600 | Categoria Super1600 | Categoria Super1600 | Categoria Super1600 | Categoria Super1600 | Categoria Super1600 | Categoria Super1600 |
| Pos.                | N°                  | Pilota              | Auto                | Squadra             | Giri/Joker          | Tempo               | Distacco            | Punti               |                     |
| ------------------- | ------------------- | ------------------- | ------------------- | ------------------- | ------------------- | ------------------- | ------------------- | ------------------- | ------------------- |
| 1                   | 48                  | Ajdar Nuriev        | Audi A1             | Volland Racing KFT  | 6/1                 | 4'53"566            | –                   | 8                   |                     |
| 2                   | 39                  | Artur Egorov        | Audi A1             | Volland Racing KFT  | 6/1                 | 4'55"087            | +1"521              | 5                   |                     |
| 3                   | 15                  | Gergely Márton      | Audi A1             | Volland Racing KFT  | 6/1                 | 4'56"413            | +2"847              | 4                   |                     |
| 4                   | 89                  | Timur Šigabutdinov  | Audi A1             | Volland Racing KFT  | 6/1                 | 5'01"821            | +8"255              | 3                   |                     |
| 5                   | 95                  | Yuri Belevskiy      | Audi A1             | Volland Racing KFT  | 5/1                 | 4'11"689            | +1 giro             | 2                   |                     |
| DSQ                 | 10                  | Janno Ligur         | Škoda Fabia         | Ligur Racing        | 6/1                 | 5'02"538            | -                   | 0                   |                     |

Note: DSQ = Squalificato.
- Giro più veloce: 46"377 ( Ajdar Nuriev);
- Miglior tempo di reazione: 0"481 ( Ajdar Nuriev);
- Miglior giro Joker: 49"870 ( Gergely Márton).

## Classifiche di campionato
World RX Supercar - piloti
| Pos. | Pos. | Pilota             | Punti |
| ---- | ---- | ------------------ | ----- |
| 1    |      | Kevin Hansen       | 56    |
| 2    |      | Niclas Grönholm    | 48    |
| 3    | 8    | Timmy Hansen       | 38    |
| 4    | 1    | Jānis Baumanis     | 36    |
| 5    |      | Krisztián Szabó    | 28    |
| 6    | 2    | Timur Timerzjanov  | 28    |
| 7    | 3    | Timo Scheider      | 27    |
| 8    | 2    | Liam Doran         | 24    |
| 9    | 6    | Andreas Bakkerud   | 24    |
| 10   | 2    | Cyril Raymond      | 23    |
| 11   | 1    | Guerlain Chicherit | 20    |
| 12   | 5    | Anton Marklund     | 17    |
| 13   | 4    | Rokas Baciuška     | 14    |
| 14   | 2    | Guillame De Ridder | 8     |
| 15   | 2    | Reinis Nitišs      | 5     |
| 16   | 2    | Pål Try            | 3     |
| 17   | N    | Christopher Hoy    | 2     |
| 18   | N    | Jani Paasonen      | 1     |
| 19   | 2    | Oliver Bennett     | 0     |
| 20   | N    | Tamás Kárai        | 0     |
| 21   | N    | Hervé Knapick      | 0     |

World RX Supercar - squadre
| Pos. | Pos. | Squadra                  | Punti |
| ---- | ---- | ------------------------ | ----- |
| 1    | 1    | Team Hansen MJP          | 94    |
| 2    | 1    | GRX Taneco               | 76    |
| 3    | 1    | Monster Energy RX Cartel | 48    |
| 4    | 1    | GC Kompetition           | 37    |
| 5    |      | GCK Academy              | 31    |

World RX RX2 - piloti
| Pos. | Pilota               | Punti |
| ---- | -------------------- | ----- |
| 1    | Oliver Eriksson      | 30    |
| 2    | Fraser McConnel      | 26    |
| 3    | Jesse Kallio         | 23    |
| 4    | Vasilij Grjazin      | 20    |
| 5    | Sami-Matti Trogen    | 19    |
| 6    | Damien Meunier       | 16    |
| 7    | Anders Michalak      | 13    |
| 8    | Simon Olofsson       | 11    |
| 9    | Steven Volders       | 10    |
| 10   | William Nilsson      | 9     |
| 11   | Jimmie Walfridson    | 8     |
| 12   | Albert Llovera       | 6     |
| 13   | Ben-Philip Gundersen | 4     |

Euro RX Super1600 - piloti
| Pos. | Pilota               | Punti |
| ---- | -------------------- | ----- |
| 1    | Ajdar Nuriev         | 30    |
| 2    | Artur Egorov         | 26    |
| 3    | Gergely Márton       | 22    |
| 4    | Timur Šigabutdinov   | 18    |
| 5    | Yuri Belevskiy       | 17    |
| 6    | Janno Ligur          | 14    |
| 7    | Maximilien Eveno     | 13    |
| 8    | Egor Sanin           | 13    |
| 9    | Marat Knjazev        | 12    |
| 10   | Zsolt Szíjj Jolly    | 10    |
| 11   | Ole-Henry Steinsholt | 8     |
| 12   | Josef Šusta          | 7     |
| 13   | Marius Bermingrud    | 4     |
| 14   | Jakub Wyszyński      | 3     |
| 15   | Tomáš Krejcík        | 2     |
| 16   | Jack Thorne          | 1     |
| 17   | Pavel Vimmer         | 0     |
| 18   | Siim Saluri          | 0     |
| 19   | Guro Majormoen       | 0     |
| 20   | Jérémy Lambec        | 0     |
| 21   | Marcel Suchý         | 0     |
| 22   | Jimmy Terpereau      | 0     |
| 23   | Marcel Snoeijers     | 0     |